# Just Like Paradise
Just Like Paradise is een nummer van de Amerikaanse zanger David Lee Roth uit 1988. Het is de tweede single van zijn tweede soloalbum Skyscraper.
Roth schreef het nummer nadat hij Van Halen verliet. Toch doet het nummer denken aan het werk van Van Halen; Roth zingt namelijk over een volmaakt leven met auto's, vrouwen en rock-'n-roll, waar hij met Van Halen op Panama ook over zong. "Just like Paradise" werd de laatste grote hit voor Roth in de Verenigde Staten, waar het de 6e positie bereikte in de Billboard Hot 100. Hoewel de plaat in Nederland slechts een 77e positie bereikte in de Single Top 100, werd het er wel een radiohit en wordt het tot op de dag van vandaag regelmatig gedraaid.

## Tracklijst
7"-single
1. "Just like Paradise" - 4:03
2. "The Bottom Line" - 3:37